# Les Jolies Colonies de vacances
Pour les articles homonymes, voir Colonie de vacances (homonymie).
Les Jolies Colonies de vacances est une chanson écrite et interprétée en 1966 par Pierre Perret. Elle est le premier grand succès du chanteur. Il affirme l'avoir écrite « en deux jours ».
Dans un texte rempli d'argot, la chanson récite la lettre d'un petit garçon de 8 ans. Celui-ci décrit à ses parents en quoi consiste la colonie de vacances dans laquelle il vient d'être envoyé. Autant dire que la manière dont les enfants sont livrés à eux-mêmes ne manqua pas de provoquer la polémique lors de sa sortie.
Alors qu'elle est à prendre au second degré, elle vaut à son auteur d'être censurée pendant six mois à la télévision, la première dame Yvonne de Gaulle intervenant même personnellement auprès du directeur de France Inter pour faire cesser la diffusion, choquée par la phrase « en faisant pipi dans le lavabo ».
La chanson s'écoule à plus de 200 000 exemplaires en France.

## Scopitone
Pierre Perret joue dans un clip accompagné d'enfants pour le scopitone, qui est un jukebox associant l'image au son. Il est réalisé par Alain Brunet.